# Філя
Філя (рум. Filea) — село у повіті Муреш в Румунії. Входить до складу комуни Деда.
Село розташоване на відстані 293 км на північ від Бухареста, 50 км на північний схід від Тиргу-Муреша, 99 км на схід від Клуж-Напоки.

## Населення
За даними перепису населення 2002 року у селі проживали 737 осіб. Рідною мовою 736 осіб (99,9%) назвали румунську.
Національний склад населення села:
| Національність | Кількість осіб | Відсоток |
| -------------- | -------------- | -------- |
| румуни         | 648            | 87,9%    |
| цигани         | 87             | 11,8%    |